# Thawan Duchanee
Thawan Duchanee (thailändisch ถวัลย์ ดัชนี, RTGS-Umschrift Thawan Datchani, Aussprache: [tʰàʔwǎn dàtt͡ɕʰániː]; * 27. September 1939 in Chiang Rai; † 3. September 2014 in Bangkok) war ein thailändischer Maler, Architekt und Bildhauer.

## Leben

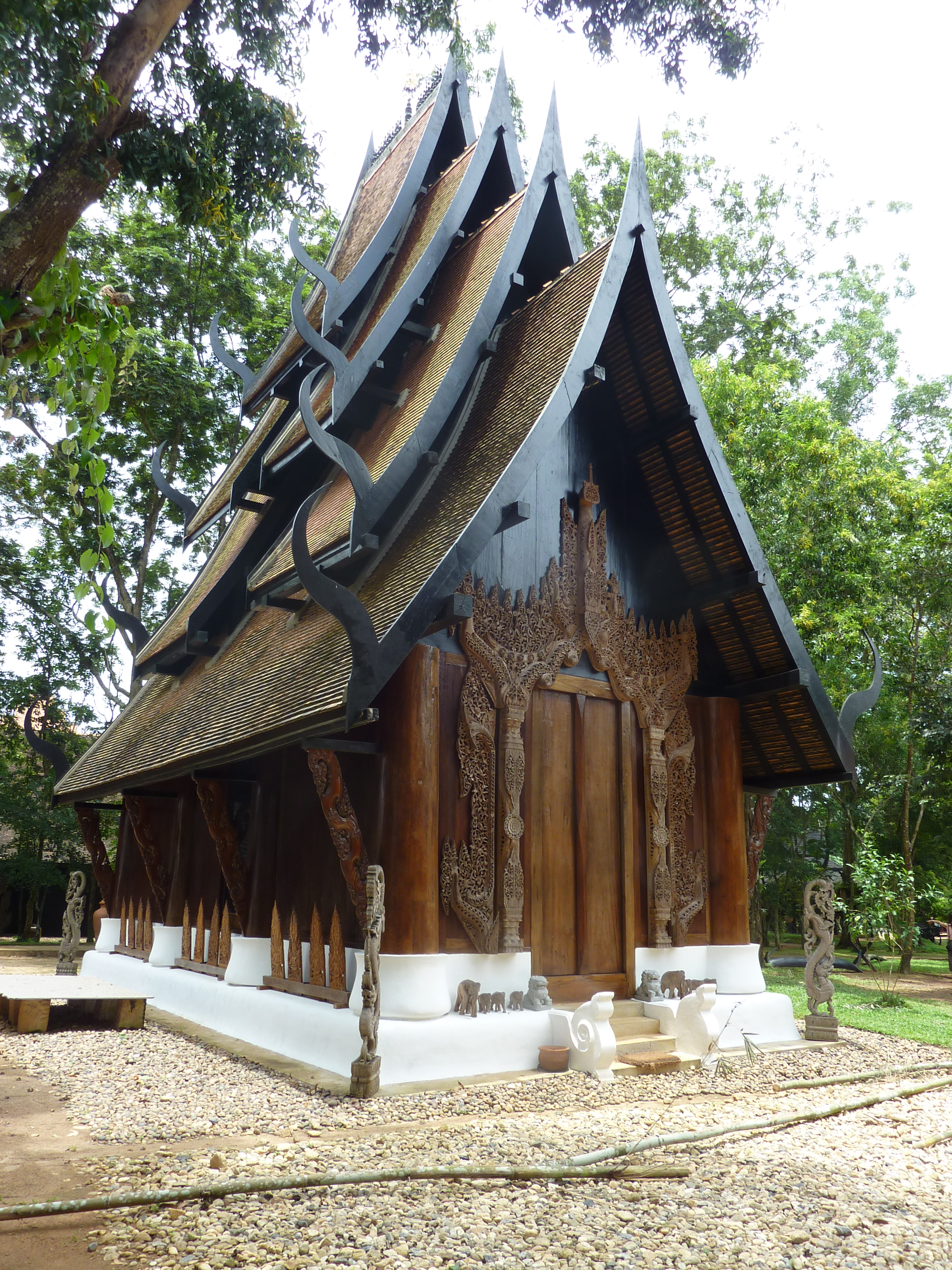
Eines der 40 Gebäude auf Thawan Dutchanees Anwesen Baan Dam

Thawan Dutchanee wuchs in seiner Geburtsstadt Chiang Rai auf. Er begann seine künstlerische Ausbildung 1954 im „Poh Chang Arts and Crafts College“ in Bangkok. Von 1958 bis 1963 studierte er bei Silpa Bhirasri, dem „Vater der modernen Kunst in Thailand“, an der Silpakorn-Universität. Von 1964 bis 1968 konnte er sein Wissen über die westlichen Kunst-Traditionen während seines Studiums an der Rijksakademie van beeldende kunsten in Amsterdam vertiefen. 1974/1975 hielt er sich als Artist in Residence in Deutschland und England auf.
Anfang der 1970er Jahre begann Thawan Dutchanee in seinen Werken buddhistische Motive aufzugreifen. Diese kombinierte er mit makabren Sexszenen, was zur Fehlinterpretation als Blasphemie und zu Vandalismus an seinen Bildern führte. In der Folge vernichtete Thawan Dutchanee fast alle seine Arbeiten aus dieser Phase. Erst eine positive Einschätzung von Kukrit Pramoj, der in seinen Werken eine Wiederbelebung der alten Mythen sah, brachte dem Künstler Anerkennung.
Bekannt wurde Thawan Dutchanee insbesondere für seine Darstellungen Buddhas, aber auch für die von Dämonen und Tieren. Er entwickelte einen eigenen künstlerischen Stil, der auf der traditionellen buddhistischen Kunst basiert und die Erforschung der dunklen Seiten der menschlichen Existenz zum Ziel hat. Dabei stellt er nach eigenen Angaben Gegensätzliches wie Gut und Böse oder Finsternis und Licht nebeneinander. Während er zunächst farbig in einem postimpressionistischen Stil malte, ging er 1969 zu ausschließlich schwarzweißer Malerei oder Arbeiten in Schwarz und Weiß auf rotem Hintergrund (teilweise mit goldenen Akzenten) über. Zu seinen bekanntesten Werken gehört eine Serie zum Ramayana-Epos mit individueller Interpretation der Figuren. Er führt traditionelle burmesische und tibetische Kunst mit thailändischen Formen (hauptsächlich Lan-Na-Kunst) zusammen und interpretiert sie neu.
Thawan Dutchanee schuf auch Wandgemälde, unter anderem für die thailändischen Botschaften in Buenos Aires, Wien und Paris (1963/1965). 1977 führte er auf Schloss Crottorf einen Auftrag von Hermann Graf Hatzfeldt aus und bemalte die Wände einiger Räume mit buddhistischen Motiven.
Thawan Dutchanees Hauptwerk als Architekt ist Baan Dam (dt. Das Schwarze Haus). Es besteht aus 40 zumeist schwarzen Häusern auf einem Anwesen in Chiang Rai. Die Bauten sind in traditionellen thailändischen Stilen gestaltet, weisen Türen mit reichen Schnitzereien und geschwungene Dächer auf sowie Ganesha-Figuren und balinesische Wächterstatuen. Thawan Dutchanee wohnte bis zu seinem Tod 2014 in Baan Dam, das später zu einem Museum umgenutzt wurde. Dort sind seine Sammlungen untergebracht, zu deren Exponaten unter anderem Gemälde, Büffelhörner und Samurai-Schwerter gehören.
Die Association of Siamese Architects zeichnete Thawan Duchanee 1984 mit einer Goldmedaille aus. 2001 wurde er mit der Auszeichnung Thailändischer Nationalkünstler geehrt.
Thawan Duchanee gilt als Pionier moderner thailändischer Kunst und gehört zu den renommiertesten Künstlern Thailands.

## Ausstellungen
Thawan Duchanee hatte zahlreiche Einzelausstellungen, darunter:
- 1964: Bangkapi Gallery, Bangkok
- 1965: Royal Thai Embassy, Paris
- 1966, 1967: Stedelijk Museum of Modern Art, Amsterdam
- 1968: Gallery 20, Bangkok
- 1970: Buddhist Association Hall
- 1970: Universität Chiang Mai, Chiang Mai
- 1971: Goethe-Institut, Bangkok
- 1972: Downtown Gallery, Honolulu
- 1973: British Council, Bangkok
- 1974: Thammasat-Universität, Bangkok
- 1975: Olympia-Zentrum, München
- 1976: British Council, Bangkok
- 1977: Israel Museum, Jerusalem und Gallery Debel, Einkarem
- 1978: Schloss Crottorf, Friesenhagen
- 1993: Art Centre, Universität Melbourne, Australien
- 2000: Mae Fah Luang Art and Cultural Park, Chiang Rai
- 2001: „Art Beyond Border“, Museum of Contemporary Art, Lissabon, Portugal
- 2004: The Queen’s Gallery, Bangkok